# Dion Smith
Dion Smith (Taupaki, 3 maart 1993) is een Nieuw-Zeelands wielrenner die anno 2023 rijdt voor Intermarché-Circus-Wanty.

## Carrière
In 2016 werd Smith prof bij ONE Pro Cycling, dat hem overnam van Hincapie Racing Team. Zijn eerste wedstrijdkilometers namens zijn nieuwe ploeg maakte hij tijdens de nationale kampioenschappen in Napier. In de tijdrit werd hij achtste, in de wegwedstrijd eindigde hij zestien seconden achter Jason Christie op de tweede plaats. Zijn eerste overwinning behaalde in in februari door in de REV Classic zijn medevluchters Mark O'Brien en Taylor Gunman te verslaan in de sprint. De volgende overwinning volgde in juni toen Smith de Beaumont Trophy, een Britse eendagskoers, op zijn naam wist te schrijven. Ruim anderhalve maand later won hij met zijn ploeg de openingsploegentijdrit in de Ronde van Midden-Nederland. In oktober nam hij deel aan het wereldkampioenschap, maar reed hier de wegrit niet uit.

## Overwinningen
2015
Jongerenklassement Joe Martin Stage Race
Jongerenklassement Tour de Beauce
Puntenklassement Tour de Beauce
Eindklassement Cascade Cycling Classic
2016
The REV Classic
Beaumont Trophy
1e etappe Ronde van Midden-Nederland (ploegentijdrit)
2020
Coppa Sabatini
2025
Volta NXT Classic

### Resultaten in voornaamste wedstrijden
| Jaar | Ronde van Italië | Ronde van Frankrijk | Ronde van Spanje |
| ---- | ---------------- | ------------------- | ---------------- |
| 2016 |                  |                     |                  |
| 2017 |                  | 124e                |                  |
| 2018 |                  | 97e                 |                  |
| 2019 |                  |                     | 83e              |
| 2020 |                  |                     | 74e              |
| 2021 |                  |                     |                  |
| 2022 |                  |                     |                  |
| 2023 |                  | 111e                |                  |
| 2024 | 89e              |                     |                  |
| 2025 | opgave           |                     |                  |

| Jaar | Milaan-San Remo | Ronde van Vlaanderen | Amstel Gold Race | Luik-Bast.‑Luik | Waalse Pijl |  | WK op de weg |
| ---- | --------------- | -------------------- | ---------------- | --------------- | ----------- |  | ------------ |
| 2016 |                 |                      |                  |                 |             |  | opgave       |
| 2017 |                 | 88e                  | 31e              | 76e             | 70e         |  | 129e         |
| 2018 |                 | 68e                  | 61e              | 132e            | opgave      |  | opgave       |
| 2019 |                 |                      | 19e              | opgave          | opgave      |  | opgave       |
| 2020 | 6e              |                      |                  |                 |             |  | opgave       |
| 2021 |                 |                      | 49e              |                 |             |  |              |
| 2022 |                 | 53e                  | opgave           |                 |             |  |              |
| 2023 |                 |                      | 50e              | 47e             | 120e        |  |              |
| 2024 | 58e             |                      |                  |                 |             |  |              |
| 2025 |                 |                      |                  |                 |             |  |              |

## Ploegen
- 2013 –  Champion System Pro Cycling Team (stagiair vanaf 1 augustus)
- 2014 –  Hincapie Sportswear Development Team
- 2015 –  Hincapie Racing Team
- 2016 –  ONE Pro Cycling
- 2017 –  Wanty-Groupe Gobert
- 2018 –  Wanty-Groupe Gobert
- 2019 –  Mitchelton-Scott
- 2020 –  Mitchelton-Scott
- 2021 –  Team BikeExchange
- 2022 –  Team BikeExchange Jayco
- 2023 –  Intermarché-Circus-Wanty
- 2024 –  Intermarché-Wanty
- 2025 –  Intermarché-Wanty

Anderson · Avery · Bell · Beyer · Brammeier · Butler · Feng · Friedemann · Gazvoda · Jang · Jiang · Jiao · Lewis · Liu · Nishizono · Ojavee · Othman · Roth · Schnaidt · Tang · Traksel · Wu · Xu · Brenes (stagiair) · Cheung (stagiair) · Smith (stagiair)
Brennan · Bryon · Carpenter · Clark · Flaksis · Hornbeck · Hough · Lewis · Magner · Schmalz · Skujiņš · Smith · Squire
Barker · Baylis · Białobłocki · Domagalski · Ebsen · Goss · Handley · Harper · House · Hunt · Lander · McCormick · Mortensen · O'Shea · Opie · Oram · Smith · Von Hoff · P.Williams · S.Williams
Antonini · Backaert · Baugnies · Degand · Dehaes · Devriendt · Doubey · Kreder · Levarlet · Martin · McNally · Meurisse · Minnaard · Napolitano · Offredo · Pasqualon · Smith · Stenuit · Van Keirsbulck · Van Melsen · Vanspeybrouck · Veuchelen · Dhaene (stagiair) · Gibbons (stagiair) · de Laat (stagiair)
Antonini · Backaert · Baugnies · De Clercq · Degand · Devriendt · Doubey · Dupont · Eiking · Kreder · Martin · McNally · Meurisse · Minnaard · Offredo · Pasqualon · Smith · Vallée · Van Keirsbulck · Van Melsen · Vanspeybrouck
Affini · Albasini · Bauer · Bewley · Bookwalter · Chaves · Durbridge · Edmondson · Grmay · Haig · Hamilton · Hayman · Hepburn · Howson · Impey · Juul-Jensen · Meyer · Mezgec · Nieve · Schultz · Scotson · Smith · Stannard · Trentin  · A. Yates · S. Yates
Affini · Albasini · Bauer · Bewley · Bookwalter · Chaves · Durbridge · Edmondson · Grmay · Groves · Haig · Hamilton · Hepburn · Howson · Impey · Juul-Jensen · Konysjev · Meyer · Mezgec · Nieve · Peák · Schultz · Scotson · Smith · Stannard · A. Yates · S. Yates · Zejts
Bauer · Bewley · Bookwalter · Chaves · Colleoni · Durbridge · Edmondson · Grmay · Groves · Hamilton · Hepburn · Howson · Jansen · Juul-Jensen · Kangert · Konysjev · Matthews · Meyer · Mezgec · Nieve · Peák · Schultz · Scotson · Smith · Stannard · Yates · Zejts · Choon (stagiair) · O'Brien (stagiair)
Balmer · Bauer · Bewley · Colleoni · Craddock · Durbridge · Edmondson · Grmay · Groenewegen · Groves · Hamilton · Hepburn · Howson · Jansen · Juul-Jensen · Kangert · Konysjev  · Maas · Matthews · Meyer · Mezgec · O'Brien · Peña · Reinders (vanaf 23/8) · Schultz · Scotson · Smith · Sobrero · Stewart · Yates · Bogusławski (stagiair) · De Pretto (stagiair) · Foldager (stagiair)
Bonifazio · Bystrøm · Calmejane · Costa · De Gendt · De Pooter · Girmay · Goossens · Herregodts · Huys · Johansen · Marit · Meintjes · Mihkels · Page · Paquot · Petilli · Petit · Planckaert · Rex · Rota · Smith · Taaramäe · Teunissen · Thijssen · van der Hoorn · van Poppel · Vliegen · Zimmermann
Braet · Busatto · Calmejane · Colleoni · De Pooter · Faure Prost · Girmay · Goossens · Herregodts · Kuypers(vanaf 4/4) · Marit · Meintjes · Mihkels · Page · Paquot · Petilli · Petit · Planckaert · Rex · Rota · Smith · Taaramäe · Teunissen · Thijssen · van der Hoorn · Van Hoecke · van Poppel · van Sintmaartensdijk · Zimmermann · Dolven(stagiair)